# Guerras de los Navajos
Las guerras de los Navajos (en inglés: Navajo Wars) fueron una serie de batallas, a menudo separadas por diferentes tratados, y que incluían incursiones de diversas bandas de navajos en los ranchos a lo largo del río Grande y las campañas contrarias por parte del Imperio Español, los Estados Unidos Mexicanos y los Estados Unidos de América, así como, a veces, los ataques por parte de elementos civiles. Los ataques y contraataques empezaron a inicios del siglo XVII y continuaron hasta 1866. Fue una práctica bastante común el que los navajos o sus afines apaches atacaran una población hispano-mexicana mientras comerciaban con otra. Lo contrario fue igualmente cierto para los españoles y mexicanos.

## Período español
Existen fuentes escritas españolas sobre los navajos desde 1571 a 1846. Los datos no son consistentes en el uso de nombres de culturas no Pueblo. Algunos nombres incluyen: querechose, cocoye, tacabuys, quiajulas (Kyala) y apaches navajos. Y como en todo documento, los datos no siempre mencionan todos los hechos. Por ejemplo, los documentos tardíos afirman que todos los indios Pueblo temían los ataques navajos, lo cual no era cierto. Otros datos hablan del comercio navajo con los Pueblo, y de la formación de alianzas con algunos Pueblo contra los españoles.

### Cronología
- 1582: Expedición Espejo-Beltran «encontraron aquí indios pacíficos» llamados querechos. Esta partida no permaneció mucho tiempo en Acoma ya que era conocido que los querechos que comerciaban con los Pueblo les ayudaban en caso de conflicto.
- 1630: Fray Benavides consigue la paz entre los Tewas y los navajos.
- 1638: Se dice que el gobernador Luis de Rosa estimula a los navajos a atacar las misiones de sus enemigos políticos, los franciscanos.
- 1641-1642: Los franciscanos organizan una campaña militar contra los navajos, quemando la cosecha de maíz, tomando prisioneros y matando a algunos nativos.
- 1644-1647: Los españoles luchan contra los navajos que viven en el curso del río San Juan.
- 1659: Bernardo López manda 40 soldados españoles y 800 aliados a tierra navaja.
- 1661: López sanciona la muerte y captura como esclavos de los navajos que van a Tewa a comerciar.
- 1669: Los españoles atacan a los navajos cerca de Acoma.
- 1677-1678: Los navajos atacan pueblos españoles. Los españoles organizan tres campañas para toma de esclavos y para la quema de la tierra navaja.
- 1680: Los navajos se unen probablemente a los Pueblo. Comienza la Gran Revuelta del Suroeste contra los españoles.
- 1691: Los navajos previenen a los Pueblo y los apaches sobre un próximo ataque español.
- 1692: Tropas españolas reconquistan Santa Fe.
- 1696: Se dice que los navajos incitan a otras tribus a rebelarse, junto con los Tewas.
- 1698: Finaliza la Gran Revuelta del Suroeste; las fronteras españolas permanecen intactas.

## Período estadounidense
El ejército estadounidense asumió el control nominal del suroeste en 1846. Registros militares y civiles muestran que los civiles continuaron sus ataques a tierras navajas. De igual modo, los navajos atacaban a esos mismos civiles. La esclavitud, la guerra civil estadounidense y las milicias civiles complicaron la respuesta del ejército a los navajos hasta mediados de la década de 1860, la cual culminó en la Larga Marcha de los Navajos.

### Cronología
- 1846: El general Kearny castiga a los navajos por atacar su columna, que iba camino de California. Se firma un tratado en Ojo del Oso (posteriormente Fort Wingate, Gallup).
- 1849. El gobernador militar coronel. John Washington manda una fuerza a tierra navaja y al cañón de Chelly. Se firma un tratado que permite los fuertes y puestos comerciales en tierra navaja a cambio de la paz y compensaciones económicas anuales para los nativos.
- 1851: El Col. Edwin Sumner construye fuertes y establece Fort Defiance en medio de la tierra navaja.
- 1852: Los navajos derrotan a los mohawks en una gran batalla.
- 1855: Se firma un tratado en Laguna Negra por Manuelito y Zarcillos Largos por parte de los navajos, y por Henry Dodge (agente), el gobernador Merriweather y el general Garland.
- 1858: Los navajos denuncian que Fort Defiance dificulta que su ganado paste en su tierra. Un criado del oficial al mando rapta a un navajo, y los navajos se vengan a la manera tradicional, matándole. En busca de los asesinos, el ejército lucha contra los navajos.
- 1860: El ejército, mexicanos americanos, zuñis y yutas, atacan la tierra navaja.
  - Enero: Los navajos matan a 4 soldados de Fort Defiance.
  - Abril: Manuelito, Barboncito y 1000 navajos atacan Fort Defiance. Otros atacan ganado cerca de Santa Fe.
  - Mayo-octubre: 400 novomexicanos forman una milicia y atacan tierra navaja. Se producen posteriormente incursiones aisladas lideradas por civiles.
  - Septiembre-diciembre: 7 expediciones del ejército matan a 23 navajos.
- 1861. La Guerra Civil obliga a las tropas de la Unión a abandonar fuertes y dirigirse al este. 
  - Febrero: Otro tratado se firma en Fort Fauntleroy (posteriormente Fort Wingate).
  - Febrero: El general Canby dice que 31 ciudadanos de Taos llegan al fuerte con prisioneros navajos necesitados de alimento, y que son liberados por Canby.
  - Marzo: Canby informa que otros 4 grupos de civiles han atacado a los navajos en busca de prisioneros.
- 1862: Las fuerzas confederadas presionan sobre el río Grande y atacan a los navajos.
- 1862: Las fuerzas de la Unión, asistidas por algunas milicias de Nuevo México, presionan a las líneas confederadas y las obligan a retroceder a Texas. Fort Wingate es restablecido en Ojo del Oso. Unos ciudadanos declaran que los navajos y los apaches robaron 30 000 cabezas de ganado ovino en 1862.
- 1863: Los navajos son atacados continuamente por las milicias.
  - Julio: El coronel Kit Carson inicia su campaña.
  - Septiembre: Carson recibe la orden de dirigir 4 compañías de Milicia de Nuevo México en Fort Wingate contra los navajos y los apaches mescaleros.
- 1863: El gobernador del Distrito Militar de Nuevo México, General James H. Carleton, dice a 18 jefes navajos que deben rendirse el 20 de julio de 1863, y dirigirse a Fort Sumner.

Entre septiembre de 1863 y enero de 1864, Carson y sus hombres persiguieron a los navajos, matando y capturando a unos pocos. Se quemaron las cosechas, se confiscó el ganado, se incendiaron los hogans (vivienda tradicional navajo). Algunos de los hombres de Carson marcharon a través del Cañón de Chelly, destruyendo propiedades navajas. Sin alimento o refugio para pasar los inviernos, y perseguidos continuamente por el ejército, grupos de navajos empezaron a rendirse. 
En enero de 1864, muchas bandas y sus líderes —Barboncito, Armijo y, finalmente, en 1866 Manuelito— se rindieron o fueron capturados e hicieron lo que se llama la "Larga Marcha de los Navajos" a la reserva Bosque Redondo en Fort Sumner, Nuevo México.